# النزهة (بعدان)

تعديل مصدري - تعديل

النزهة هي إحدى قرى عزلة الدعيس بمديرية بعدان التابعة لمحافظة إب، بلغ تعداد سكانها 107 نسمة حسب تعداد اليمن لعام 2004.